# 靚太唔易做 (第一季)
绝望的主妇第一季，是绝望的主妇系列第一輯。美國於2004年10月3日首播，播放至2005年5月22日。共播映了23集。

## 角色

### 演出
- 泰莉·海契 飾 蘇珊·梅耶
- 費麗西蒂·哈夫曼 飾 琳娜·史卡伏
- 瑪西亞·克羅斯 飾 布莉·范迪坎
- 伊娃·朗歌利亞 飾 賈柏莉兒·索利斯
- 妮可麗·夏莉頓 飾 伊蒂·布里特
- 史帝芬·卡普 飾 雷斯·范迪坎
- 李卡度·安東尼·奧查瓦拉 飾 卡洛斯·索利斯
- 馬克·摩斯 飾 保羅·楊格
- 安德莉·布朗 飾 茱麗·梅耶
- 高迪·卡斯治 飾 沙克瑞·楊格
- 杰西·麥卡夫 飾 約翰·羅蘭
- 布蘭達·斯壯 飾 瑪麗愛麗絲·楊格
- 詹姆斯·丹頓 飾 麥克·德拉芬諾

## 故事情節
故事由自殺身亡的主婦瑪麗愛麗絲·楊格作旁白，以故人的感受去看世態人事。
幸福完美的主婦瑪麗愛麗絲·楊格一開場便飲彈自盡，這輯主線是在瑪麗愛麗絲和她的丈夫保羅·楊格和她的兒子沙克瑞·楊格與一個木製的玩具箱。這個木製的玩具箱被保羅丟棄到海中，裡面放了一具女性的骨頭…
故事的四位絕望主婦：尋找愛人中的傻大姐型單親媽媽蘇珊·梅耶；出現婚姻危機的完美主婦布莉·范迪坎；前職場女強人，現為四子之母的母親琳娜·史卡伏和美麗的前模特兒，嫁了有錢的老公，要甚麼有甚麼，卻園丁搞婚外情的賈柏莉兒·索利斯，四人為鄰居及好友瑪麗愛麗絲的自殺感到非常迷茫，感到別有內情，她們還在瑪麗愛麗絲的遺物裡找到一封與瑪麗愛麗絲的死亡有關的信件…
於是四人要調查真相，同時她們的各人的故事也發展下去：

### 蘇珊
失婚的單親母親，職業為童書作家。蘇珊和女兒茱麗相依為命。直到水電工麥克·德拉芬諾的出現，他們兩人一見面即對對方互有好感，但是蘇珊的情敵伊蒂·布里特的出現令她們的發展受到阻礙。蘇珊的傻大姐性格還鬧出不少笑話。最後蘇珊和麥克也能在一起，但是蘇珊發現麥克原來不是一個簡單的人，麥克來紫藤巷的目的是來找自己的舊情人，原來麥克的舊情人就是沙克瑞的生母，而沙克瑞的生母是吸毒女人，瑪麗愛麗絲為了不讓沙克瑞被搶走而鎗殺死沙克瑞的生母，瑪麗愛麗絲把她秘密藏屍後私自將她的兒子沙克瑞撫養長大。瑪麗愛麗絲自殺是因為這秘密被別人知道。而蘇珊發現麥克就是沙克瑞的生父，來紫藤里是為了調查孩子母親的真正下落。

### 布莉
家事做得井井有條，凡事做到完美的主婦，可是她和丈夫雷斯·范迪坎陷入婚姻危機，還要鬧離婚，與此同時她的兩名子女也令她擔心，她的兒子安德魯還意外撞至賈柏莉兒的婆婆重傷昏迷。後來布莉發現雷斯有外遇，而且他還有特別的性嗜好—BDSM。布莉為了報復和藥劑師喬治·威廉斯約會，但是布莉的若即若離使喬治十分妒忌，喬治把雷斯的心臟病藥調包，慢性的毒藥令雷斯心臟機能漸漸變差，最後雷斯心臟病發作並死去。她的兒子安德魯亦開始對母親進行反擊…

### 琳娜
琳娜原來是廣告界的女強人，因為有了孩子而放棄工作，並在五年內懷孕了四次，丈夫湯姆·史卡伏忙於工作，沒時間理會家庭。她過度活躍症的兒子也使她十分氣餒，她在故事開期因吃了兒子的藥物而上癮，感到十分的自悲，感到自己已經無能為力，同時她也因為不想丈夫湯姆常常離家，阻止湯姆的老闆給湯姆升職的機會，湯姆知道後十分憤怒，更揚言要做住家男人，和琳娜交換角色。

### 賈柏莉兒
美麗的前模特兒，後來嫁過富有的丈夫卡洛斯·索利斯，住在大屋裡，要甚麼有甚麼。可是卡洛斯能滿足賈柏莉兒的物質，並不能滿足賈柏莉兒的心靈，寂寞的賈柏莉兒遇上未成年的園丁約翰發生婚外情。同時，卡洛斯懷疑賈柏莉兒有外遇，請來媽媽璜莉達來觀查賈柏莉兒。後來璜莉達拍下賈柏莉兒和約翰偷情的照片，但是璜莉達被布莉的兒子安德魯意外撞至昏迷不醒。後來卡洛斯因違法而準備入獄，另一方面園丁情人約翰窮追不捨。最後在法庭上一切都被抖落出來後，卡洛斯入獄。賈柏莉兒最後發現自己懷了兒子。